# 八王子市立愛宕小学校
八王子市立愛宕小学校（はちおうじしりつ あたごしょうがっこう）は、東京都八王子市上柚木にある公立小学校。

## 沿革
- 1994年4月1日 - 八王子市立愛宕小学校開校
- 1994年11月4日 - 開校記念式典
- 2009年4月1日 - とちのみ学級（知的障害特別支援学級）併設[1]

## 通学区域
- 八王子市
  - 上柚木2丁目1-15、1886-
  - 上柚木3丁目1、3、15、19
  - 上柚木685-695、734-738、839-843、847-848、1022-1056、1070-1081、1085-1101、1109-1131、1135-1156
  - 下柚木3丁目1

## 進学中学校
- 八王子市立上柚木中学校

## 所在地
- 東京都八王子市上柚木3-20[2]

アクセス
- 鉄道 京王相模原線南大沢駅
- バス 京王バス「陸上競技場前」停留所[2]